# Agenda Monti per l'Italia
Agenda Monti per l'Italia (Svenska: Montis Agenda för Italien; förkortat AMI) är en italiensk centrisk valkoalition formad inför parlamentsvalet 2013. Partiet stödjer avgående premiärministern Mario Monti och hans reformagenda. Partiets platform utgörs av titeln på Montis manifest "Förändra Italien. Reformera Europa."